# Santa Coloma (la Rioja)
Santa Coloma és un municipi de la Rioja, a la regió de la Rioja Alta, a la falda del Serradero, molt prop de Nájera, en la vall del Yalde, i ofereix un bon mirador de la Rioja alta gràcies a la seva ubicació i altura.

## Història
La llegenda popular coneguda pels habitants de la vila diu que Santa Coloma procedia d'una família acomodada de Tricio, en aquesta època la zona estava ocupada pels àrabs. Santa Coloma és pressionada per la seva família a renunciar a la seva fe cristiana i a casar-se per un infidel. Com no vol renunciar a la seva fe ni perdre la seva virginitat escapa a la seva família i es refugia en una cova on habita una ossa en la foresta propera fins que és capturada per l'autoritat i finalment és assassinada i decapitada, aconseguint així el seu estatut de màrtir. Les seves restes reposen en el lloc on avui es troba la vila en el que primer va ser una ermita, després un monestir i avui es troba l'església del poble.
Santa Coloma té tres establiments religiosos dedicats al seu culte a La Rioja. Margarita Pedrera ha resumit la problemàtica plantejada per aquesta advocació. Es tracta en primer lloc de distingir si aquesta Santa Coloma és d'origen espanyol o francès. A favor que es tracta de la santa espanyola d'aquest nom martiritzada en el 971 s'inclinen autors com Yepes o Moret; ara bé, existeix el dubte de si les relíquies venerades són les de la màrtir cordovesa del Monestir tabanenc les relíquies del qual haurien estat portades pels mossàrabs; o bé les de la filla d'un rei moro de Cerezo que va ser martiritzada. A favor de la tesi francesa s'inclinen Govantes i Pérez de Urbel. Per a aquest últim van ser els monjos que van acudir a restaurar el cenobi qui van portar les relíquies de la Santa francesa. A més, el culte a Santa Coloma de Sens es va difondre ràpidament en l'Església visigoda, adquirint major importància que la devoció a la Santa de Còrdova.
El Monestir de Santa Coloma, enclavat en la vila del mateix nom, va ser restaurat per Ordoni II de Lleó el 923 després de la seva reconquesta. Pérez de Urbel afirma que la seva restauració va ser possiblement realitzada per monjos procedents del monestir de San Mamés i Santa Coloma de Ura, a Burgos. Aquest monestir va passar a dependre de Santa María de Nájera per donació de la reina Estefania, en una data compresa entre 1054 i 1060. També estaven dedicats a Santa Coloma, un petit monestir, situat sota Medrano, així com una església en Nájera, pròxima a San Martín del Castillo, que es va incorporar per donació real a l'abril de 1052 al patrimoni de l'Albergueria de Nájera.

## Economia
La seva principal font d'economia és el cultiu de cereals i altres cultius de secà; ramaderia i elaboració d'embotits.